# Municipio de Dunkard
El municipio de Dunkard (en inglés: Dunkard Township) es un municipio ubicado en el condado de Greene en el estado estadounidense de Pensilvania. En el año 2000 tenía una población de 2.358 habitantes y una densidad poblacional de 29 personas por km².

## Geografía
El municipio de Dunkard se encuentra ubicado en las coordenadas 39°46′00″N 79°59′58″O / 39.76667, -79.99944.

## Demografía
Según la Oficina del Censo en 2000 los ingresos medios por hogar en la localidad eran de $25,995 y los ingresos medios por familia eran de $30,357. Los hombres tenían unos ingresos medios de $29,625 frente a los $18,060 para las mujeres. La renta per cápita de la localidad era de $14,537. Alrededor del 19,1% de la población estaba por debajo del umbral de pobreza.